# Paco Fortes
Francisco Fortes Calvo, conocido como Paco Fortes, (nacido el 4 de enero de 1955) es un exfutbolista y entrenador español. 

## Trayectoria

### Como jugador
Nacido en Barcelona, Cataluña, Fortes es un jugador formado en las categorías inferiores del FC Barcelona, donde estuvo durante cuatro años con el primer equipo y también fue cedido una temporada al CD Málaga. Sólo jugó con regularidad la temporada 1975–76, en la que disputó 23 partidos y anotó tres goles, con 11 apariciones en la Copa de la UEFA en las que anotó tres goles en dos temporadas distintas. Hizo su debut en Primera División de España el 5 de octubre de 1975 a la edad de 20 años, en una victoria en casa por tres goles a cero ante el Granada CF.
Liberado por los blaugrana en 1979, Fortes fichó por el RCD Espanyol, en el que estuvo durante tres temporadas. Posteriormente, se incorporó al Real Valladolid en Primera División, disputando 175 partidos y marcando 14 goles en la competición. 
Fue internacional con selección española, debutando en un partido contra Rumanía el 16 de noviembre de 1975 en Bucarest, jugando 15 minutos en el empate 2-2 en Rumanía en las eliminatorias de la UEFA Euro 1976. 
En el verano de 1984, Fortes fichó por el SC Farense de la Primeira Liga en Portugal, siendo descendido en la primera temporada en el club portugués, pero ascendido a la Primeira Liga en la siguiente. En total disputó más de 100 partidos oficiales para el equipo del Algarve en su período de cinco años.

### Como entrenador
A finales de 1988, con 33 años, Fortes se retiró del fútbol e inmediatamente empezó a entrenar al SC Farense de la Primeira Liga en Portugal. 
Fortes permaneció al frente del SC Farense durante una década completa y en la temporada 1994-95 se clasificó para la Copa de la UEFA por primera vez en su historia. Fue despedido en la jornada 21 de la temporada 1998-99, y se trasladó al Imortal de la Segunda División de Portugal.
A principios de la temporada 2001-02, después de sólo seis partidos con el C.F. União de Lamas de la Segunda División de Portugal, Fortes regresó al SC Farense de la Primeira Liga en Portugal, afectado por una crisis financiera. 
En 2003 firmó por el C.D. Pinhalnovense de la Tercera División de Portugal, en el que estuvo dos temporadas completas y parte de una tercera.
En diciembre de 2006, firmó por el Raja Casablanca de la Liga de Fútbol de Marruecos. En su estancia en Casablanca, llevaría al club a su primer título de la Liga de Campeones Árabe en 2006 cuando su equipo derrotó al ENPPI Club de Egipto 3-1 en el global en la final.
En 2007, Fortes regresó al C.D. Pinhalnovense durante la temporada 2007-08, su última en activo.

## Clubes

### Como jugador
| Club                      | País          | Año           | PJ  | G  |
| ------------------------- | ------------- | ------------- | --- | -- |
| F. C. Barcelona           | España        | 1974-1975     | 30  | 2  |
| F. C. Barcelona           | España        | 1975-1976     | 34  | 5  |
| C. D. Málaga (cedido)     | España        | 1976-1977     | 20  | 1  |
| F. C. Barcelona           | España        | 1977-1979     | 31  | 5  |
| R. C. D. Español          | España        | 1979-1982     | 79  | 1  |
| Real Valladolid Deportivo | España        | 1982-1984     | 69  | 15 |
| S. C. Farense             | Portugal      | 1984-1988     | 87  | 12 |
| Total carrera             | Total carrera | Total carrera | 350 | 41 |

### Como entrenador
| Club                | País      | Año       |
| ------------------- | --------- | --------- |
| S. C Farense        | Portugal  | 1989–1999 |
| Imortal D. C.       | Portugal  | 1999-2001 |
| C.F. União de Lamas | Portugal  | 2001      |
| S. C. Farense       | Portugal  | 2002      |
| C. D. Pinhalnovense | Portugal  | 2003-2005 |
| Raja Casablanca     | Marruecos | 2006–2007 |
| C. D. Pinhalnovense | Portugal  | 2007-2008 |

## Palmarés

### Como jugador

#### Trofeos nacionales
| Título          | Club                      | Lugar  | Año     |
| --------------- | ------------------------- | ------ | ------- |
| Copa del Rey    | F. C. Barcelona           | España | 1977-78 |
| Copa de la Liga | Real Valladolid Deportivo | España | 1984    |

#### Trofeos internacionales
| Título           | Club            | Sede    | Año     |
| ---------------- | --------------- | ------- | ------- |
| Recopa de Europa | F. C. Barcelona | Basilea | 1978-79 |

#### Otros logros
| Logro                   | Club          | Lugar    | Año     |
| ----------------------- | ------------- | -------- | ------- |
| Ascenso a Primeira Liga | S. C. Farense | Portugal | 1985-86 |

### Como entrenador

#### Trofeos internacionales
| Título                  | Club            | Sede       | Año     |
| ----------------------- | --------------- | ---------- | ------- |
| Liga de Campeones Árabe | Raja Casablanca | Casablanca | 2005-06 |